# Arditi
 Ovo je glavno značenje pojma Arditi. Za švedski martial industrial glazbeni sastav pogledajte Arditi (glazbeni sastav).
Arditi je bio naziv koji je Talijanska kraljevska vojska koristila za posebne postrojbe u Prvom svjetskom ratu. Naziv u talijanskom jeziku približno znači "smjeli".
Reparti d'assalto (Udarne postrojbe) ustrojene su u ljeto 1917. godine, po uzoru na njemačke Stoßtruppen, kod kojih su se baš u to vrijeme uvježbavali austrougarski časnici i dočasnici, kako bi na talijanski front doveli taktike koje će uz pomoć suvremenijeg pješačkog oružja omogućiti proboj utvrđenih linija branjenih mitraljeskim gnijezdima. Zadaća arditskih odreda je bila da izvrše proboj neprijateljske obrane, kako bi se omogućilo šire napredovanje "običnog" pješaštva. Arditi nisu predstavljali dio redovnih divizija, nego su imali poseban status.

## Osnivanje i djelovanje u I. svjetskom ratu
Zapovjedništvo 48. divizije Talijanske kraljevske vojske je početkom 1917. godine - u vrijeme kada se saznalo da austro-ugarske snage namjeravaju osnovati posebne postrojbe po uzoru na njemačke Stoßtruppen  - odlučilo i samo osnovati jednu takvu manju postrojbu; na njeno čelo je postavljen satnik Giuseppe Bassi. On je sa svojim ljudima razvio taktike i metode obuke udarnih skupina pješaštva zasnovane na iskustvima u dotadašnjem ratovanju. Nova postrojba je za blisku borbu bila opremljena kratkim strojnicama Fiat Mod. 15 (Villar Perosa). Dana 29. lipnja 1917. godine kralj Vittorio Emanuele III. je odobrio šire osnivanje arditskih odreda po uzoru na ovaj iz 48. divizije: zadaća je povjerena Giuseppeu Bassiju, koji je sada bio već bojnik. Glavni centar za obuku je bio u mjestu Sdricca di Manzano kod Udina, dakle blizu samog bojišta. Vojnici su obučavani u taktikama izviđanja, infiltracije u neprijateljske linije, diverzije, korištenja ručnim bombama, strojnicama i bacačima plamena, te tehnike bliske borbe, uključujući "zastarjelo" korištenje bodežom i druge tehnike bliske borbe opisane u srednjovjekovnom djelu “Flos Duellatorum” klasičnog autora mačevalačke vještine Fiore dei Liberi iz 14. stoljeća.  Ubrzo je osnovano dvadesetak odreda (tal. reparto), od kojih je nekoliko bilo veličine bojne, a pretežni dio veličine satnije.
Kako je talijansko pješaštvo u to vrijeme bilo podijeljeno na "obično", alpinsko (planinsko pješaštvo, sastavljeno od vojnih obveznika iz planinskih područja i korišteno u planinama) i bersaljere (sastavljene od vojnika jače tjelesne spreme, koji su korišteni kao mobilne postrojbe), i arditi su bili podijeljeni na one s oznakama crvene baklje ("fiamme rosse", bersaglieri arditi), one s oznakama zelene baklje ("fiamme verde", alpini arditi), dok su preostali nosili oznaku crne baklje ("fiamme nere"), kakvu nisu koristile nikakve druge postrojbe. Kako je rastao ponos na pripadnost arditima - koja je oznaka sve više značila i onima koji su u ardite došli iz elitnih alpinskih i bersaljerskih postrojbi - uvriježio se naposljetku za sve njih naziv  "fiamme nere".
Reparti d'assalto su u djelovanju imali ozbiljnih poteškoća i neuspjeha, osobito kod inicijalne uporabe u Bitci kod Kobarida, kada je G. Biassi razriješen i poslan da zapovijeda pukovnijom redovnog pješaštva. Međutim su oni potom uspješno djelovali, te su sagledano u cjelini bili uspješni i zadovoljili ciljeve radi kojih su bili ustrojeni. Njihovi pripadnici su bili odlučni, visoko motivirani, odvažni i mnogo bolje uvježbani od "običnih" pješaka, te su nerijetko uspijevali osvojiti utvrđene neprijateljske pozicije. Do kraja rata je formirano i uvježbano oko 40 arditskih bojni (one su, načelno, trebale imati po 735 vojnika), te je u lipnju 1918. godine osnovana od ardita Udarna divizija, tal Divisione d'assalto s devet reparta kojima je zapovijedao general Ottavio Zoppi; potom je osnovan Udarni korpus  - Corpo d'armata d'assalto s dvanaest odreda formiranih u dvije divizije, gdje su arditskim odredima pridodane razne prateće postrojbe. Preostalih oko 25 arditskih odreda bilo je podređeno stožerima pojedinih armija Kraljevske vojske.
Obzirom na izrazitu rizičnost akcija za koje su arditi pripremani, zapovjednici su ih nastojali ne koristiti za prozaično "držanje linija" na bojišnici i za razne teške manualne poslove kakve su inače obavljali pripadnici pješaštva. Ujedno su nastojali okupiti osobito agresivne pojedince, koji su se bili spremni upustiti u brutalne borbe izbliza. Arditi nisu bili podvrgnuti tada uobičajenoj rigidnoj vojnoj disciplini, a izvan borbi im je davana mogućnost da se odmore daleko od bojišta (dok je redovno pješaštvo moralo čamiti u mokrim rovovima ili obavljati teške poslove). 

## Nakon rata: kolonijalne trupe, okupatori Rijeke, jezgra fašističkihsquadri
Kako se nisu uklapali u koncept disciplinirane mirnodopske vojske kakva je u Italiji postojala odmah nakon I. svjetskog rata, arditi su počeli predstavljati problem, izazivajući razne izgrede. Do početka 1919. godine su raspuštene sve arditske postrojbe osim 1. udarne divizije, koja je poslana u Libiju da služi kao kolonijalna policija. Nekoliko arditski postrojbi je privremeno obnovljeno 1919. i 1920. godine, radi gušenja radničkih nemira kojih je nakon I. svjetskog rata bilo širom Italije. Arditske postrojbe su u cijelosti raspuštene krajem 1920. godine.
Ime Arditi je korišteno za paravojne postrojbe (u velikoj mjeri sastavljene od tek razvojačenih ardita) kod okupacije hrvatskog grada Rijeke 1919. i uspostave proto–fašističke državice Talijanska uprava za Kvarner koju je predvodio slavni talijanski pjesnik i ideolog nove vrste talijanskog nacionalizma Gabriele D'Annunzio. Veterani iz arditskih postrojbi su u poraću širom Italije postali okosnica razvitka fašističkih squadri, a estetika kakvu je na podlozi njihove vojničke supkulture razvio Gabriele D'Annunzio postala je neraskidivo vezana uz fašistički pokret - tako je nošenje crne košulje, jahaćih hlača, crnog fesa i bodeža postala vanjsko obilježje fašističkih "crnokošuljaša", koji su prihvatili također i načine izražavanja, borbene pokliče i modele razmišljanja kakve su u ratnim uvjetima razvili arditi. 
Razvojačeni arditski časnik Argo Secondari je u Rimu 1921. godine osnovao grupu «arditi del popolo» - «narodni arditi», koja je okupljala ljevičare koji su se upuštali u sukobe s batinaškim crnokošuljaškim squadrama.

## Vojno nasljeđe
Od 1975. godine 9. udarna padobranska pukovnija "Col Moschin" Talijanske vojske (9º Reggimento d'Assalto Paracadutisti "Col Moschin") koristi zastavu arditskog IX Reparto d'Assalto iz Prvog svjetskog rata. "Col Moschin" je ime planinskog vrha za kojega su arditi iz IX Reparto d'Assalto vodili teške borbe u lipnju 1918. godine, uz gubitke od 305 ljudi, približno polovice ukupnog broja pripadnika postrojbe. U tim je borbama ardite vodio bojnik Giovanni Messe, kasniji general Talijanske kraljevske vojske i potom maršal vojske Talijanske Republike.

## Vanjske poveznice
- Paolo Morisi: "Hell in the Trenches - Austro-Hungarian Stormtroopers and Italian Arditi in the Great War", (prezentacija knjige)  Arhivirana inačica izvorne stranice od 17. studenoga 2018. (Wayback Machine) (engleski),  Helion and Company, 2018.
- John Farina: "Italian Reparti d'assalto - Arditi"[neaktivna poveznica] (engleski), prezentacija autora čiji je djed bio ardit